# Salpingitis
Salpingitis es la inflamación aislada de las trompas de Falopio. Es, después de la vaginitis, la enfermedad infecciosa más frecuente en los órganos genitales femeninos. 
Cuando la salpingitis se presenta combinada con la ovaritis se denomina salpingooforitis o anexitis.

## Causas y evolución
La causa más frecuente es el ascenso de gonococos o clamidias (pero también otros gérmenes aerobios y anaerobios) a partir de focos del tramo genital bajo, con ocasión de la menstruación, enfriamiento, coito, etc. 
Se produce entonces una endosalpingitis, generalmente bilateral, con reacción primero hiperémica y exudativa, y luego, necrótico-supurativa; y finalmente, fibrótica. Hay edema e infiltración por leucocitos polinucleares del estroma de los pliegues tubáricos, y luego del mismo epitelio de cubierta.
La inflamación de las trompas suele ser aguda, con fiebre y dolor en la parte inferior del abdomen. Esta infección puede extenderse a los ovarios o al peritoneo.

## Epidemiología
Afecta casi exclusivamente a mujeres en edad de procrear. La mayor incidencia por edad oscila entre los 15 y 20 años; en conjunto aproximadamente entre el 10-15 % de las mujeres sexualmente activas se ven afectadas por una infección genital ascendente.
El curso pasa por una fase aguda, subaguda y crónica, que suele desembocar en la obliteración de la luz tubárica y en la adherencia de las fimbrias (“fimosis tubárica”), con cierre del ostium tubo-abdominal. Se coleccionan las secreciones en las trompas, las cuales se distienden y retuercen (piosalpinx). El pus tubárico retenido se torna estéril en 2-3 semanas en el 50 % de los casos, y en 2 meses en el 80-90 % (hidrosalpinx). Sin embargo, es posible cultivar el gonococo de fragmentos de tejido tubárico aún pasado más tiempo en algunos casos.
A veces los exudados purulentos pueden fluir a la cavidad peritoneal originando una pelviperitonitis, o al menos, una periovaritis (periooforitis), y más raramente, una infección del propio ovario, e incluso un absceso del mismo o un absceso tubo-ovárico.
La fase aguda de una salpingitis se asocia con fuerte dolor en el bajo vientre, dispareunia y fiebre. Hay sensibilidad a la palpación abdominal, y el tacto vaginal es muy doloroso. La movilización del cérvix despierta también un vivo dolor. Por ello, suele ser imposible tactar las trompas y los ovarios.

## Síntomas
Los síntomas de esta enfermedad pueden variar en función del microorganismo que actúe, pero sin duda hay un síntoma común: el dolor en la zona pélvica. 
La salpingitis puede presentarse como aguda, de forma que requiere atención médica inmediata por sus síntomas (dolor pélvico, dolor durante la menstruación y las relaciones sexuales, fiebre intermitente, náuseas y vómitos, sangrado vaginal, entre otros), y requieren tratamiento con antiinflamatorios y antibióticos. Podría incluso complicarse con una acumulación de pus en la trompa, lo que podría requerir cirugía.
Sin embargo, lo habitual es que la salpingitis curse de forma inadvertida llamándose en este caso salpingitis crónica. Las consecuencias de los procesos inflamatorios derivan en adherencias de las trompas o fibrosis de la luz tubárica que, como es de suponer, dificultan el adecuado funcionamiento de este canal para que los espermatozoides, óvulos y, posteriormente, embriones lleguen a su lugar.

## Diagnóstico
El diagnóstico diferencial debe hacerse con todas las formas de abdomen agudo, y es muy importante, ya que la salpingitis aguda es un proceso no quirúrgico. A veces si se hace una laparotomía, al comprobar la infección tubárica es preferible cerrar tras examen, lavado y drenaje, sin intentar otra intervención. 
En las fases crónico-recidivantes se percibe una masa anexial (piosalpinx, hidrosalpinx), a veces acompañada de fiebre en agujas, pero otras con simple febrícula, o incluso, ausencia de fiebre. En estos casos, se asocia frecuentemente una infección secundaria por gérmenes coliformes.

## Tratamiento
El tratamiento de una salpingitis aguda consiste en reposo, antiinflamatorios y antibióticos de elección según cultivo y antibiograma o causa de la infección. En caso de piosalpinx resistente a la terapéutica médica, o ante la formación de absceso del Douglas puede ser necesaria la cirugía evacuadora mediante colpotomía  o en casos más graves realizar una anexectomía). El tratamiento quirúrgico se realiza en los casos crónicos, cuando han fallado otros métodos terapéuticos.